# كرستن دير
كرستن دير (بالإنجليزية: Kirstin Dwyer)‏ هي لاعب هوكي الحقل أسترالية، ولدت في 15 مارس 1989 في ماكاي في أستراليا.

## وصلات خارجية
- كرستن دير على موقع الاتحاد الدولي للهوكي (الإنجليزية)
- كرستن دير على موقع اللجنة الأولمبية الدولية (الإنجليزية)
- كرستن دير على موقع أوليمبيديا (الإنجليزية)
- كرستن دير على موقع اللجنة الأولمبية الأسترالية (الإنجليزية)